# Voacanga
Voacanga, rod grmova i drveća iz porodice zimzelenovki raširen po tropskoj i južnoj Africi i Madagaskaru, te od otočne Azije (Filipini, Sumatra, Borneo i Nova Gvineja) do Queenslanda. 

## Vrste
Postoji 13 priznatih vrsta:
1. Voacanga africana Stapf
2. Voacanga bracteata Stapf/small>

## Sinonimi
- Annularia Hochst.
- Cyclostigma Hochst. ex Endl.
- Dicrus Reinw. ex Blume
- Orchipeda Blume
- Piptolaena Harv.
- Pootia Miq.